# CRフィーバー創聖のアクエリオン
『CRフィーバー創聖のアクエリオン』（シーアールフィーバーそうせいのアクエリオン）は、SANKYOより2007年11月に発売および導入されたデジパチタイプのパチンコ。

## 機種概要
2005年に放送されたロボットアニメおよびOVAと劇場版『創聖のアクエリオン』と同名のタイアップ機である。2007年11月中旬にSANKYOから「CRフィーバー創聖のアクエリオンMF-TV、SF-TV」がリリースされ、全国に順次納品された。
台価格264,000円(MF-TV、SF-TV)
販売台数 約15万台 (MF-TV、SF-TV)
売上高 約396億円 
ライセンス料 約19.8億円 
イメージキャラクターに多岐川華子を起用しており、非常に登場頻度が高いCMと「あなたと合体したい……」というフレーズがインパクトを呼んだ。このCMの話題性によって、それほど有名というわけではなかった原作の知名度が上がった。
しかし、2代目CMは「あなたと合体したい…」に加え「気持ちいい」というセリフも追加され、性的なことを連想させることから日中の時間帯にオンエアするCMとしてはどうかという困惑の声もある。
メーカーによる大々的な宣伝によりパチンコ店に大量に導入され販売台数自体はヒットになったが、あまりに演出が過剰すぎたなどの理由により、パチンコファンの間では『CR新世紀エヴァンゲリオン』のような人気は出なかった。

### 役モノ
グループ会社であるビスティの『CR新世紀エヴァンゲリオン』によく似た役モノが搭載されている。盤面には「ソーラー」、「マーズ」、「ルナ」3機のアクエリオンが配置されている。
全ての役物は、それぞれのアクエリオンリーチに対応していて、ソーラーリーチまたはルナ・マーズリーチSPにてボタンを押すと、役モノがボタンに合わせて動く。ボタン連打でキュキュキュイ～ン音を伴い、ソーラーの場合は上半身のみ迫り出し、マーズ・ルナはSP発生時の迫り出しと同様の、大きなアクションをすると勝利確定（＝大当たり確定）となる。このアクションが発生しない場合の勝利パターンもある。敗北復活の場合は、このアクションは発生しない。

#### ソーラーアクエリオン役モノ
ソーラーアクエリオン役モノは、盤面上部、液晶ディスプレイの真上に配置されている。通常時はベクターマシン状態で、作動時には振動するアクションを起こし、さらに発展すると液晶ディスプレイの下から登場する下半身と変形合体アクションを披露する。
連続予告では
- 1回転目は単独作動、ここでリーチでルナ・マーズリーチ以上が確定。
- 4回転目でルナ・マーズ役物と同時に作動、リーチになると同時に合体+「気持ちいい」予告が発生する。発展先は、ルナ・マーズSP以上か、ソーラーリーチ、ストーリーリーチ。合体後にホワイトアウトして、全回転リーチに発展する場合もある。

その他の役割は、
- 司令官予告後で合体を果たすと「気持ちいい」予告を伴い、期待値は大幅に上がる（「気持ちいい」予告を伴わず、合体時間が長いと大当たりとなる）
- 確変図柄（赤図柄のみ。緑・青図柄での「創聖合体」時は除く）の大当たり中に7ラウンド開始時に「チャンスボタンを押すと合体するよ」と数秒間ナビが入り、その間にボタンを押すと大当たり中に変形合体を見ることができる仕様となっている
- リーチハズレ後の再始動で、サイレン様の効果音を伴い合体すると確変図柄（赤）の大当たり
- チャンス図柄（緑・青）でのラウンド中または大当たり直後のエンディング画面で合体すると、創聖モード（確変）に突入
- 回転始動時（リーチ前）に、サイレン様の効果音を伴う合体で確変15R大当たり確定（創聖モード中のみ発生）
- ベクターリーチ攻撃前のガタガタ振動は当選期待度が少しだけ上がる
- ベクターリーチ終了時のガタガタ振動はチャンス予告で通常画面に戻った際に合体すれば創聖モード突入

#### アクエリオンマーズ役モノ
アクエリオンマーズ役モノは、盤面右側、液晶ディスプレイの右側に配置されている。通常時は胸像が横向き状態で、作動時には振動するアクションを起こし、さらに発展すると液晶ディスプレイの中央部へ乗り出すように稼動する。
リーチ演出中などで作動すると期待値が上がる。また、通常画面に戻ってからの復活演出で目からビームを出すことにより確変大当たりになる。
スベリ予告…連続予告とは絡まない。スベリでベクターリーチ以上確定。確変中は当たれば確変。
連続予告では
- 1回転目での作動（チャンス目前）は、チャンス目か、ベクターリーチ以上確定。
- 3回転目ではルナ役物と一緒に作動。ルナ・マーズリーチ以上確定で、ショートハズレはなくなる。

その他に
- リーチ予告が発生したのにリーチせずチャンス目でも無い場合に作動して画面内を爆破→リーチに変化させる

#### アクエリオンルナ役モノ
アクエリオンルナ役モノは、盤面右下、液晶ディスプレイの右下に配置されている。通常時は頭部だけが正面を向いている状態で、作動時にはヘッドバンギングする。
リーチ演出中などで作動すると期待値が上がる。また、マーズ同様復活演出で作動することはあるが、期待度はマーズに比べて下がる。
連続予告では
- 1回転目（チャンス目前）は、チャンス目予告（ガセあり）か、リーチでロングリーチ以上が確定。
- 2回転目でのリーチは、ベクターリーチ以上確定で、必ず当たり図柄-1コマまで進む。

### 大当たり時の曲
フィーバー創聖のアクエリオン専用に主題歌、挿入歌を新録音したもの。計3曲用意されている。
- 創聖のアクエリオン（エレメント合体バージョン）
  - 歌：アポロ（寺島拓篤）・シルヴィア（かかずゆみ）・麗花（小林沙苗）
  - 作詞：岩里祐穂・菅野よう子
  - 作曲：菅野よう子
  - 通常モード（アトランディア、ダイエット含む）からの大当たりラウンドソング
- Go Tight!（エレメント合体バージョン）
  - 歌：アポロ（寺島拓篤）・シルヴィア（かかずゆみ）・麗花（小林沙苗）
  - 作詞：岩里祐穂
  - 作曲：菅野よう子
  - 創聖モードからのみの大当たりラウンドソング

以上2曲のみ、連チャン最初の15Rのときのみ、キャラクター紹介となっている。2連以上で歌詞が出るようになる。図柄の色は問わない。
- 荒野のヒース（リーナ・ルーンVer.）
  - 歌：リーナ（佐藤ひろ美）
  - 作詞：岩里祐穂
  - 作曲：菅野よう子
  - 15ラウンドの大当たり数が10以上の時のラウンドソング（2ラウンドは加算しない。また、時短引き戻しも加算される）。

基本的には、歌詞有りの1パターンの背景アニメしかないが、15連荘以降の大当りから13～15Rに河森正治監督が、試作品のアクエリオンの超合金で遊んでいる写真が、キャプションつきで登場する。
- 荒野のヒース（リーナ・ルーンVer.）が聴ける裏ワザ

確変図柄での大当たりラウンドの10ラウンド中にジョグボタンを→→←←↑↓↑↓と入力、成功すれば、シルヴィアの声で「うそ～？気持ちいい～」とセリフが入り、次の大当たりラウンドの曲が「荒野のヒース」に変化する。さらに10ラウンド中←←→→↓↑↓↑と入力し、成功すれば次の大当たりラウンドの曲が「Go Tight!」に変化する。大当たり中にボタンを押した場合（7ラウンド目の「合体するよ」等）でも有効だが、創聖合体やラウンド後昇格の場合は、この裏ワザは使用できない。
- 大当たり時の画面上に、今の15R大当たりの数が表示されているので、自力で「荒野のヒース」を聴くためにはあと何回15Rの連チャンが必要かがわかるようになっている。

### ライトバージョン
2008年4月に、いわゆる甘デジスペックにあたる「CRAフィーバー創聖のアクエリオン Light Ver.」（型式名：CRAフィーバー創聖のアクエリオンYF-T）が発売された。
通常時の大当り確率が99分の1と当たりやすくなった反面、大当り時の出玉が約480個と少なくなっている。ただし、全体の大当り中の6%は15Rとなり（出玉は約1200個）、大当たり中の6ラウンド終了時に役物が合体すれば15R確定となるが、大当たり開始後から台左側の小デジタル付近にあるラウンド表示が15Rにランプが点灯していたら15R確定と判別ができる。

## 図柄キャラクター

### 通常時図柄
縦スクロール5ライン型のリール配列用図柄である。
- 確変図柄
  - 1 - ピエール・ヴィエラ
  - 3 - シルヴィア・ド・アリシア
  - 5 - シリウス・ド・アリシア
  - 7 - アポロ
  - 9 - 麗花 （本来は「レイカ」、図柄では中国読みの「リーファ」 (Lihua)となっている）
- 通常図柄
  - 2 - 小天翅・双翅（フタバ）
  - 4 - 音楽翅・音翅（オトハ）
  - 6 - 聖天翅・頭翅（トーマ）
  - 8 - 戦翅・両翅（モロハ）

なお、図柄のキャラクターの名前のつづりは、アポロ (7)以外の確変絵柄は頭文字のみ大文字、

通常絵柄は全て大文字で表記されている。

### 創聖モード図柄
縦スクロール1ライン型のリール配列用図柄である。
1. ベクター
2. ケルビム・イスキューロン
3. アクエリオンマーズ
4. ケルビム・シュルルクベラ
5. アクエリオンルナ
6. ケルビム・ヴェルルゼバ
7. ソーラーアクエリオン
8. ゴールドアクエリオン
9. アクエリオンα（アルファ）

創聖モード時は、1・3・5・7・9に加えて8も確変図柄になる。

## 突然確変演出
本作の突然確変は、「創聖モード」と呼ばれる。

### 創聖モード

#### 突入演出
5・6・7（順不同）が効果音と共にマシン搭乗時の格好に変化する演出を伴いチャンス目として揃う（通常図柄のまま揃ってもNG）突入パターン（GSアクエリオンの「無限合體拳」ロング）を基本として、ロングリーチ中やベクターリーチハズレ後に役モノ合体（「無限合體拳」ショート）で突入するパターンもある（ベクター系では、ベクター・ソルの煽りがあるパターンと、無いパターン双方アリ）。擬似連続予告でも突入することがあるが、チャンス目1回まで。2回目以上は2Rを否定する。
また、通常図柄（青・緑）による大当たり終了後に昇格演出として突入（「創聖合体」演出）することもある。
突入後は絵柄が3・5・7に変化している（ラウンド中・および終了時昇格の場合は、当選数字のまま）

#### 継続演出
確変中は、ベクターやロングハズレからは発展せず、ノーマルハズレ（ただし大当たり図柄+1図柄）で突入することがある。主に、ステップアップ予告3以上など、ロングリーチ以上確定予告が出た時のチャンス図柄から発生する。
また、創聖モード中にチャンス図柄での大当たり終了後に役物が合体すると、「創聖モード継続」と表示される。

## 予告アクション
以下に基本となる予告を紹介している。なお、ここに掲載されたもの以外にも小さい予告がある。

### ステップアップ予告
最大5段階まであり、怒り顔の場合はアツい。サクラ柄を伴うと更にアツい。なお、プレミアムもいくつか搭載されている。いずれの場合もチャンス目になって連続予告となる場合がある。
なお、アトランディアモードではステップアップ予告及び格言予告は当確である。

#### 通常ステップアップ予告
- ステップ1 シルヴィア（アクションを起こしてはじめてステップ1となる）
- ステップ2 ピエール（リーチ確定）
- ステップ3 シリウス（ロングリーチ以上確定）
- ステップ4 麗花（ベクターリーチ以上確定）
- ステップ5 アポロ（ルナ・マーズリーチ以上確定、ショートハズレはない）

なお、通常ステップアップ1のあとにいきなりステップ4や5が出てくることもあるが、確定演出ではない。

#### 怒りステップアップ予告
- ステップ1 シルヴィア「覚悟しなさい」
- ステップ2 ピエール「許せねえ」
- ステップ3 シリウス「かかってこい」

（1～3まではルナ・マーズリーチ以上が確定、ショートハズレはない）
- ステップ4 麗花「私は負けない」
- ステップ5 アポロ「オレはオレだぁ」

通常ステップアップ予告でチャンス目となり、怒りverに変化することもある。擬似連演出で、ステップダウン（前回転で通常4まで、次回転で怒り1までなど）することもあるが、確定演出ではない。

#### ダイエットモード通常ステップアップ予告
- ステップ1 食べ物スクロール
- ステップ2 シルヴィア食事中「うンまぁ～」（リーチ確定）
- ステップ3 つぐみ食事中「しあわせ～」（ロングリーチ以上確定）
- ステップ4 麗花食事中「いただきます」（ベクターリーチ以上確定）
- ステップ5 アポロ食事中「モグモグうめぇ～」（ルナ・マーズリーチ以上確定）

妄想するキャラがシルヴィア＜麗花＜つぐみの順にチャンスアップする。
麗花、つぐみの場合は、リーチが確定する。
サクラ柄の場合、ふきだしがピンク色に変わる。

#### ダイエットモード怒りステップアップ予告
- ステップ1 食事
- ステップ2 シルヴィア（食べ物の恨みぃ～）
- ステップ3 つぐみ（食べ物の恨みぃ～）

（1～3まではルナ・マーズリーチ以上が確定、ショートハズレはない）
- ステップ4 麗花（食べ物の恨みぃ～）
- ステップ5 アポロ（堕天翅だけは許さねぇ）

#### プレミアステップアップ予告（リラックス）
- ステップ1 シルヴィア（ありがとう・・・）
- ステップ2 ピエール（もらったぜ！）
- ステップ3 シリウス（やったな！）
- ステップ4 麗花（ありがとう・・・）
- ステップ5 アポロ（楽勝だぜ！）

#### プレミアステップアップ予告（コスプレ）
- ステップ1 シルヴィア（あぁ不幸だわ）
- ステップ2 ピエール（クンクン クンクン）
- ステップ3 シリウス（クンクン クンクン）
- ステップ4 麗花（お兄様！）
- ステップ5 アポロ（あぁ、いとしの妹よ）

#### プレミアステップアップ予告（異次元）
- ステップ1 シルヴィア（お兄様・・・）
- ステップ2 ピエール（さあ行こうぜ）
- ステップ3 シリウス（さあ、行くぞ）
- ステップ4 麗花（みんないくわよ！）
- ステップ5 アポロ（オレに任せろ！）

通常のステップアップ予告と同じセリフだが、アニメ第19話の画面（ハニワみたいな顔でバックがセピアっぽい色）になっている。

#### プレミアステップアップ予告（プレミア）
- ステップ1 グレン（心配かけてすまなかった）
- ステップ2 マナマナ（ぽえぽえ～）
- ステップ3 不動GEN（これより私が指揮をとる）（よくやった）
- ステップ4 アポロニアス（セリアン）
- ステップ5 セリアン（アポロニアス）

ステップ2の派生型としてアクエリオンコスのマナマナ（アクエリお～ン）、ステップ3の派生型としてリーナコスの不動GEN（カエルの子はカエル）がある。（不動GENが「よくやった」「これぞ、創聖合体」のパターンもあり）

#### ダイエットモードプレミアステップアップ予告
- ステップ1 お菓子スクロール
- ステップ2 シルヴィア（見捨てないでぇ～）
- ステップ3 つぐみ(お嫁に行けません～)
- ステップ4 麗花（肥満だわ）
- ステップ5 アポロ食事中（まだまだ喰えるぜ！）

### 会話予告
チャンスボタンを使う。会話が成立したらリーチまたはチャンス目確定。会話の相手、内容によって信頼度や法則が変化する。桜柄で相手が無言の場合でのリーチは大当たり確定（ただし大ウインドウ発生、アクエリオンチャンス発生、チャンス目停止を除く）。サクラ柄を伴うとアツい。黒抜きに赤字のセリフだとなおアツい。また、押した時に堕天翅予告（次項参照）に派生することもある。

### 堕天翅予告
会話予告でチャンスボタンを押した時に発生することがある。会話の部分から堕天使画像が画面全体へ広がるように出てくるので会話予告との違いは一目瞭然。出てきた堕天翅によって期待度が変化する。収穫獣及び不動GEN以外は発展先が決まっている。
法則崩れは大当たり確定となる。
「ケルビム兵」－マーズリーチ
「ティターニア」－ルナリーチ
「収穫獣」－アクエリオン系リーチ
「ケルビム・ヴェルルゼバ」－ソーラーリーチ（無限拳）
「ケルビム・イスキューロン」－ソーラーリーチ（無限交差拳）
「ブラックリーナ」－黒い鏡
「ケルビム・シュルルクベラ」－一万二千年のラブレター
「天空のゲート」－天空のゲート
「不動」－アクエリオン系リーチ、ストーリーリーチ
なお、そのほかの堕天翅出現で当確となる。

### 格言予告
回転中に巻物が登場し、チャンスボタンを押すと、文字が出る。出現した時点でロングリーチ以上が確定する。ノーマル止まりだと法則崩れで大当たり確定。赤文字は期待大。柄がサクラ柄の場合は更にアツい。一部の格言は、特定のリーチに対応しており、黒字でも高期待度が持てる場合がある（「闇」＝「黒い鏡」、「好機」＋カットイン⇒赤ロングorマーズなど）

また、文字が出て、不動が出現し格言の解説をすると更に期待できる。
なお、不動が全画面に出てくる「合体は爆発だ！」は堕天翅予告の1つであり、格言予告ではない。
文字の法則は、
- 「好機」の場合は、ロングリーチ以上か、チャンス目となる
- 「継続」の場合は、基本的にはチャンス目となり、連続予告となるが稀にリーチに発展するがプレミアではない。
- その他の文字が出現した場合はチャンス目を否定して、リーチとなる

格言の種類
- 「好機」（チャンスは一度、一撃でしとめよ）
- 「発進」（アクエリオン発進）
- 「裸足」（二本の足で大地に立て、しっかりと）
- 「友情」（友を思えぬものはディーバにはいらん）
- 「継続」
- 「大人」（子供達よ、大いなる人となれ）
- 「空」 （空腹と腹ペコは違う）
- 「闇」 （人は誰でも心に闇を持っている）
- 「笑止千万」（笑止千万）
- 「激熱」（激熱だ！）
- 「夢」（夢をつかむ事で人は生まれを乗り越える）
- 「大合体」（合体せよアクエリオン）
- 「創聖合体」（これぞ創聖合体）
- 「Good luck. Good life. SANKYO」 (Good luck. Good life. SANKYO)

### モード変化
シャッターが閉じ、開いた先によって2つにわかれる。アトランディアモードとダイエットモードのどちらかに突入する。一度ダイエットモードに行ったと見せかけて再度シャッターが閉じ、アトランディアモードに移行するパターンもある。
- アトランディアモード突入1回転目は、必ずチャンス目が成立し、連続予告となる。なお、このモードではステップアップ予告は発生しない。

吹出しに登場する堕天使や、セリフの強弱、移行するリーチの種類によって信頼度が変わる。トーマは高期待度である。
- ダイエットモードは、それぞれ専用の演出に変わるが、予告の内容自体は通常と同じである。突入1回転目でリーチ（チャンス目による擬似連演出や、アクエリオンチャンスも有効）になると大当たり確定となる。

画面上から降ってくる食べ物は、ジュースの紙コップ、オニギリ、モンブラン、ラーメンがあり、ラーメンは1個でもリーチ確定であり、比較的当選期待度が持てる。なお、ラーメンの場合はチャンス目が続くとより熱い。
- 擬似連演出の2回転目以降に、モード変化するレアパターンも存在する。この擬似連中のアトランディア突入ではそのまま1回転目リーチになることもある。

- 確変中は、どちらかのモードに突入した時点で確変大当たりが確定する。
- 時短中は、どちらかのモードに突入した時点で大当たりは確定する。しかし確変確定ではない。

### 群予告
ノーマルリーチ中に発生する可能性がある予告。モードによって出てくる群が異なる。名シーン予告とは絡まない。
- 通常（確変、時短も含む） - ベクター群（右から左にスクロール）
- アトランディアモード - 収穫獣群
- ダイエットモード - お菓子群（上から降ってくる）
- プレミア - マナマナ群（なぜか、アクエリオンのコスプレをしている）

### サクラ柄
CRフィーバー倖田來未に続いての激アツ予告。リーチ前予告だけでなく、アクエリオン系リーチ時にも発生することがある。
発生するとルナ・マーズリーチSP以上の信頼度のリーチが確定する。

### クリステラフラッシュ
台枠が効果音とともに光る演出。白（プププ音）、青（キーン音）、紫（ジャキ～ン音）の3色があるが、全て回転開始と同時に発生する。リーチか擬似連続回転確定。白＜青＜紫の順に期待度が高くなり、紫が期待できる。
激しい直撃音（ピキピキピキピキーン）とともに台枠が虹色に光ったら、その回転（擬似連続回転含む）での確変大当たり確定となる。なお、虹色のみ、ノーマルリーチ成立時に発生することもある。

### 名シーン予告
ノーマルリーチ中に発生することがあり、発生すると期待度が上がる（期待の程度は、図柄そのまま＜図柄に炎＜名シーン予告＜群予告であり重複はしない）。モードによって選ばれるシーンは変わる。発生すると期待度は上がるが発進時の役モノ合体とは連動していない。
- 通常時

```
弱予告 シルヴィア(アポロ）

強予告 アポロ（強くなれる）

プレミア アポロニアス（呼んでる…）、リーナビジョンのアポロ（翅の生えたネコ顔のマンガ）
```

- アトランディアモード

```
弱予告 頭翅（トーマ）（翅なしどもめ…）

強予告 ヴェルルゼバ

プレミア アポロニアス＆頭翅（トーマ）（共に見つめたあの日の夕暮れを）
```

- ダイエットモード

```
弱予告 中央につぐみ（絶対やせるぞ）

強予告 中央に麗華（お腹いっぱい食べたいんです）

プレミア シルヴィア怒り
```

### 司令官予告
ノーマルリーチ後、図柄が高速回転し、ファンファーレとともにディーバ・シャッターが開き、アクエリオンリーチ突入前に発生する。

チャンス目による擬似4回転目はノーマルリーチも半ばでそのまま必ず合体してしまうので発生しない。

ジェローム、ソフィア、不動の3人の司令官のうち一人が出現する。不動が最も期待できる。
- ジェローム「出撃せよ！アクエリオン」 - 通常パターン。チャンス目等の熱い予告がすべて否定されてしまう(役物合体があれば別)
- ソフィア「アクエリオン発進！」 - ルナ、マーズリーチ（ショートハズレ否定）以上確定
- 不動「ゆけ！アクエリオン」 - ルナ・マーズリーチ（ショートハズレ否定）以上確定、合体演出の発生率、SP発展率が高い

### 「気持ちいい」予告
司令官予告と擬似4連目による合体後に用意されている予告。合体しなかった場合でも時々発生する。
キャラクターに対応したリーチに発展し、パイロットもそのキャラクターになる。法則崩れは大当たり確定（つぐみ「すごすぎます」⇒ソーラーなど）である。本来ヘッドのエレメントでないリーナが出るプレミアもある。
通常でこの予告発生の時間まで合体演出が続き予告が省略される場合があるが大当り確定となっている。

### 擬似連続予告（チャンス目）
最近の台に必ず搭載されている予告で、大当たりによく絡む予告である。
なんらかの予告発生でリーチにならず、ズレ目や順目で停止すると、「シャキーン」という音がなって、保留が減らずに次の回転に進む（擬似連続予告）。この停止回数で期待度が変化する。
チャンス目停止回数とリーチの法則
- チャンス目1回停止でリーチ - ベクターリーチ以上確定。チャンス目とはならずにアクエリオンチャンスに発展することもある。
- チャンス目2回停止でリーチ - ルナ・マーズリーチ以上確定。ここから2R当たりを否定する。
- チャンス目3回停止でリーチ - ノーマルリーチを経由せずルナ・マーズリーチSP、ソーラーリーチ以上確定。必ず合体予告を伴う。

チャンス目（ズレ目）は、
- 通常時は、左、右が1コマ（創聖モードでは左、右が1つ図柄）ずれてリーチにならず、真ん中が左右どちらかと一緒の位置にあると成立。「シャキーン」という音を伴う。
- 中段に順目（3、4、5など）が出現しても同様。（上段・下段は時々並ぶが何でもないことに注意）
- アトランディアモードのみは、普通図柄の同じ色（緑のみ、青のみ）が5ラインのどこかで一並びで成立する。

チャンス目発生の法則
- 右図柄の戻り予告はチャンス目確定となる
- マーズ役物によるスベリ予告はチャンス目予告と絡まない
- 格言予告「継続」でチャンス目ほぼ確定となるが、稀にリーチに発展することもある。

当たれば確変の法則
- 創聖モード以外では、1ラインリーチの場合は、左を確変絵柄が構成した場合、当たれば確変となる。（アクエリオンチャンス、マーズスベリも同様）
- 創聖モードでは、左に確変図柄停止のチャンス目が発生すれば、当たれば確変となる。

擬似連演出時に、一回でも上記条件を満たせば、当選絵柄に関係なく確変昇格する。

### リーチ時の絵柄発光予告
リーチ成立時に絵柄が光る予告である。
- 一瞬光るだけ・・・リーチラインが光る、通常のリーチ成立時のアクションであり、発展はあまり期待できない。高期待度のリーチに発展した場合も、当選確率はさほど高くない。
- オーラ状の発光・・・リーチ絵柄が、オーラ状に発光し、発展・当選の期待が持てるアクションである。ベクターリーチ以上確定。発生頻度は割と多い。

ただし、擬似連×4⇒合体演出時には発生しない。

## リーチアクション

### ノーマルリーチ
リーチ時には必ず経由（除くチャンス目3回・アクエリオンチャンス）。中図柄が当たり+2コマから高速回転すると、なんらかのリーチに発展する。まれに1コマ過ぎてハズレとなった後に役モノが合体し、創聖モードに突入することもある。なお、確変中の当りは確変確定だが、通常と時短はビタ当しても確変確定ではない。一時停止してから発展すると、通常の発展パターンより信頼度が大きく上がる。

### ロングリーチ
ノーマルリーチから高速回転し、画面がホワイトアウトし突入する。通常は茶色の背景。赤背景でチャンスアップとなる。ロングリーチでハズレた後、役モノが合体し、創聖モードへ突入することもある。
なお、アポロニアス背景はプレミアで当確。群演出・SUの麗花以上（アポロの場合が多い）での移行は確定。

### ベクターリーチ
飛行機の色によって信頼度が変わる。緑、青、赤の3色で、信頼度は緑＜青＜赤となっている。なお、クロスリーチでは必ず当たり図柄-1コマまでは進む。リーチ発生時に、ベクター・ソルがガタガタ動くパターンと、動かないパターンがあり、動くパターンの方が、僅かではあるが発展の確率が高い。
- 緑(ベクター・ルナ)- ショートハズレ（-2コマもある）。-2コマの場合は2R確変にならない。
- 青(ベクター・マーズ)、赤(ベクター・ソル) - -1コマまでは進む

なお、ここで不動のカットインで発展もあるが、どこでカットインするかで発展先も変わる。
- 前半（攻撃前） - ソーラーリーチ
- 後半（攻撃中） - ストーリーリーチ「1万2千年のラブレター」

ハズレ後、通常画面に戻ってすぐ役モノ合体演出が発生すると、創聖モード（突然確変）に入る。ベクター・ソルがガタガタ動く場合が多いが、動かないパターンもある。

### アクエリオン系リーチ
基本的にノーマルから発展するが、この時点で2R確変を否定する。なお、ノーマルリーチから経由した場合、ここで司令官予告が発生し、合体予告、「気持ちいい」予告発生のチャンスとなる。また、通常時とベクター機の発進風景が異なるプレミアもある。その場合、ベクターソルが最初に発進し、残る2機が後を追う発進風景が展開し、煽りなしで役モノが合体する。
擬似連×4の場合は、ノーマル⇒司令官を経ずに役モノ合体演出が発生し、エレメント・カットイン（「ちょっといいかも！」など）アクエリオン系リーチに発展するが、役モノの合体時間が約2秒程度長く継続し、役モノ分離と同時に合体シークエンスが完了するレア・パターンも存在する。
なお、どのリーチにも
1. チャンスアップ予告が発生すると、ショートハズレを否定する
2. サクラ柄予告が発生すると、SPパターンかストーリーリーチが確定
3. プレミアム技がある。発生した瞬間に確変大当たり確定。技の名前は金色で表示される。

同じ技名の表記でも、ヘッド搭乗エレメントによって、技の読み方が異なる。

#### ルナリーチ
アクエリオンルナによるVSティターニアのリーチ。搭乗者によって期待度が変化し、搭乗者は、シルヴィア、つぐみ、麗花の3人で、信頼度は、シルヴィア＜麗花＜つぐみの順に高くなる。ショートにて、図柄を抱えたティターニア夢分身の腹部が赤い場合や、アクエリオンルナが1回目の弓矢を引く瞬間に白い鳩群が舞えば、期待度アップとなる。
ショート→月面天降矢→昇竜天雷の順に発展するが、
- ショート前で不動のカットインで、ストーリーリーチ「黒い鏡」、
- 月面天降矢の直前に不動のカットインで、ストーリーリーチ「天空のゲート」に発展する。
- プレミア必殺技は「超光波手裏剣」

なお、クロスリーチは月面天降矢以上が確定する。
- シルヴィア - ショートハズレ（当たりコマ3つ前）もある
- 麗花 - 月面天降矢以上が確定する
- つぐみ - 昇竜天雷かストーリーリーチが濃厚である。

#### マーズリーチ
アクエリオンマーズによるVSケルビム兵のリーチ。なお、ルナ同様に3人のパイロットがいて、登場した人によって期待度が変わる。パイロットは、シリウス、ピエール、ジュンの3人で、シリウス＜ピエール＜ジュンの順に信頼度が上がる。背景上部に収穫獣が登場していれば期待度アップとなる。
リーチは、星空剣（ショート）→薔薇薔薇剣→烈火爆裂蹴の順に発展するが、
- 星空剣の前に不動のカットインでストーリーリーチ「黒い鏡」、
- 薔薇薔薇剣の直前に不動がカットインすると、ストーリーリーチ「一万二千年前のラブレター」に発展する。
- プレミア必殺技「三連神速攻」

なお、クロスリーチは薔薇薔薇剣以上が確定する。
- シリウス - 星空剣（ショート）ハズレもある
- ピエール - 薔薇薔薇剣以上が確定する
- ジュン - 烈火爆裂蹴かストーリーリーチが濃厚である。

#### ソーラーリーチ
ソーラーアクエリオンによるリーチ。搭乗しているのはアポロ（ダブルラインはシリウスも協力）のみで、キャラクターによる期待度アップはない。単純に、リーチ成立ラインによって期待度が変化する。シングルリーチ（VS頭翅）は無限拳で、ダブルリーチ（VS両翅）は無限交差拳となる。
シングルリーチのプレミア必殺技は「無限地竜拳」、ダブルリーチのプレミア必殺技は「壱発逆転拳」。
発展前に不動のカットインで、ストーリーリーチ「決戦！アトランディア」に突入する。この場合は大当たり確定となる。

### ストーリーリーチ
アクエリオンチャンスから発生か、アクエリオン系リーチショート後「すべてを見渡せ！アクエリオン」、またはベクターリーチ後半で「合体せよ！アクエリオン」と不動のカットイン（ベクター時は役モノ合体演出を伴う）で発展する。
- 一万二千年のラブレター（ベクターリーチか、マーズリーチからはこのリーチへ）…ソルナ
- 黒い鏡（ルナ・マーズリーチショートが始まる直前からはこのリーチへ）…リーナ仕様
- 天空のゲート（ルナリーチからはこのリーチへ）…エンジェル
- 決戦!! アトランディア（ソーラーリーチからはこのリーチへ）…強攻α＝確変大当たり確定

メーカー発表の期待度は、決戦!! アトランディアのみが☆4.5、その他は☆4である。
なお、どの場合も、タイトル後に不動が指示を出すと大当たり確定となる。
ジェローム（通常）ソフィア（期待度アップ）
1. 確変中はストーリーリーチに発展して当たれば確変大当たりとなる。
2. 時短中・確変中ともに、CR新世紀エヴァンゲリオンシリーズと違い、発展しても大当たり確定とならない（「決戦!! アトランディア」を除く）。

## チャンスアクション

### アクエリオンチャンス
変動開始後の1回転目または連続予告2回転目にまれに突入する。

図柄の停止形に法則性はない。

（連続予告中に出現した場合、チャンス目は停止しない。）

図柄停止時に「パシュン」と音を立てる場合があり、これが左→右→中図柄と3回続くと突入となる。

稀に擬似連続演出中に、ズレ目崩れから中絵柄停止時のみ効果音が鳴り発生するが、確定ではない。

ごく稀にリーチ以上の予告でこの効果音を伴い、チャンスと思わせてリーチになる場合があるが激アツ。

突入するとまずタイトル、後、発展先の5種類のリーチに対応したカード5枚が簡単に紹介として表示される。

発展するリーチの種類は、「アクエリオン系リーチ」の「ルナリーチ」（緑‐☆2.5、搭乗エレメントの組合せで、若干信頼度が変わる）、「マーズリーチ」（青‐☆3、搭乗エレメントの組合せで、若干信頼度が変わる）、「ソーラーリーチ」（赤‐☆3.5）3種類、「ストーリーリーチ」（紫‐☆4）、「全回転リーチ」（黄‐☆5）の計5種類。 ( )内の、色はカードの色、☆～は台の液晶に表示される期待度である。

最大でどこまで発展するかはこの後に回してみるまでわからないが、まずは緑のルナからの選択開始となる。

その後ジョグを回す（ボタン押しも同様）ことによって特殊リーチのカードを選択する演出へと進む。

ジョグで動かしても同じカードのままもあれば、一気に2段階以上発展することもある。

なお発展はするが降格はないので続ける価値はある。（左回しで発展し、右に回しても戻らない）

一定時間経過後に停止しているチャンス絵柄に強制的に決定される。

また、決定時に光る瞬間、ストーリーリーチなどの高期待度のものに変化することもある。

ルナ・マーズリーチはショートを経由して、中間の技を出すこと無く直接SPパターンに発展する。
なお、すべてシングルラインのリーチのため、ソーラーリーチは無限拳確定（プレミアを除き）となる。

ストーリーリーチは発展するまで4種類のうちどのストーリーが選択されるかは不明。全回転リーチは選択時「チョーラッキー！」の声が入り、確変大当たり確定である。

期待度の高さはルナリーチ＜マーズリーチ＜ソーラーリーチ＜ストーリーリーチ＜全回転リーチ。確変中は当たれば確変確定。

リーチ図柄はランダムで決定される。なお、アクエリオンリーチのみプレミア技が選択されることもある（通常図柄でも発生するが、必ず確変となる）。

### じゃんけんチャンス
発生した時点で当確となる演出。不動GENとじゃんけんし、勝ち負けで確変となるが、あいこの場合は単発・確変いずれかになる。不動GENの代わりに堕天翅頭翅（トーマ）が登場する場合がある。この場合は確変確定。

### 祈願チャンス
いわゆる再抽選で、図柄が3つ揃うと必ず発生。青・緑図柄は祈願拳、赤図柄は祝福拳（降格は無し）となる。全てボタンを押すことになる。
また祈願チャンスの発生時に祈願拳が必勝拳となっていれば赤図柄（確変）への昇格が確定する。
青・緑図柄では、ボタンを押すと同時に役物が合体するパターンと、不動が登場して格言「全とっかえ」が出現する演出があり、どちらも赤図柄（確変）への昇格が確定する。また、祈願拳は通常ソーラーアクエリオンであるがこれがルナ・マーズの場合も昇格確定となる。
なお、祈願拳で合体昇格しなくても、画面が変わって図柄が光ると同時に昇格したり、ラウンド中、大当たり後に役物が合体して昇格することもある。5・6R時の発生が比較的多いが、どのラウンドでも発生する（ボタンの押打とは無関係に合体する）
合体した場合は、合体後に「創聖合体」と文字が現れ、表示図柄の上にも刻印されて一見して判る様になっている。
ラウンド中に合体した場合も、ラウンド中昇格しなかった場合同様にラウンド終了時に再度役モノ合体演出が発生する（ベクター3機が、画面右上隅に消える瞬間に、サイレン様の効果音を伴う）

### 全回転
様々なシーンが背景に映し出され、

図柄が3つ揃った状態でゆっくりと回転してゆくプレミア演出。

BGMは大当たり中に流れる「創聖のアクエリオン」で、ピアノのみの演奏で
ゆっくりと流れる。もちろん確変大当たり確定。

## スペック

### CRフィーバー創聖のアクエリオン SF-TV
- 大当たり確率： 1/356.2(低確率)→1/35.6(高確率)
- 確変割合：65%(2R確変含めた割合) …ラウンド振り分けは、15R確変47%、2R確変18%、15R通常35%。
- 大当たりラウンド：15ラウンド・9カウント
- 賞球数：3&4&10&14
  - 出玉：約1660個
- 大当たりライン：5ライン
- 通常大当たり終了後100回転の時短

### CRフィーバー創聖のアクエリオン MF-TV
- 大当たり確率： 1/309.1(低確率)→1/30.9(高確率)
- 確変割合：63%(2R確変含めた割合) …ラウンド振り分けは、15R確変45%、2R確変18%、15R通常37%。
- 大当たりラウンド：15ラウンド・9カウント
- 賞球数：3&4&10&13
  - 出玉：約1520個
- 大当たりライン：5ライン
- 通常大当たり終了後100回転の時短

### CRAフィーバー創聖のアクエリオン YF-T
- 大当たり確率： 1/99(低確率)→1/9.9(高確率)
- 確変割合：60%(2R確変含めた割合) …ラウンド振り分けは、15R確変6%、6R確変44%、2R確変10%、6R通常40%。
- 大当たりラウンド：15または6ラウンド・9カウント
- 賞球数：3&4&10
  - 出玉：約1200個 (15R)または約480個 (6R)
- 大当たりライン：5ライン
- 通常大当たり終了後30回転の時短

なお、出玉数は、釘調整によって左右されるので、基本はこのくらいの出玉数となる。

## 合体ガールズ
- 〜☆〜AKIKO〜☆〜（ニックネーム）
- 井村麻美
- 奥野直美
- 加藤かのん
- 遠矢有希

## 後継機
- CRフィーバー創聖のアクエリオン 転翅篇（2011年）
- CRフィーバー創聖のアクエリオンIII（2012年）

## パチスロ
- パチスロ アクエリオン ALL STARS（2022年）[4]